# Андрусь Горват
Горват Андрій Іванович (біл. Горват Андрэй Іванавіч), також відомий як Андрусь Горват (біл. Андрусь Горват; нар. 1983, Мінськ) — білоруський письменник і журналіст, найбільш відомий своєю книгою «Радзіва Прудок».

## Біографія

### Раннє життя
Андрій Горват народився 1983 року в місті Мінськ. У 2006 році закінчив факультет журналістики Білоруського державного університету.
З осені 2013 по березень 2015 року працював двірником Національного академічного театру імені Янки Купали. Згодом переїхав до села Прудок, що на Поліссі. За життя в селі активно писав дописи на своїй сторінці у соціальній мережі Facebook. Саме ті дописи стали основою для його книги «Радзіва Прудок».

### «Радзіва Прудок»
У 2016 році зібрав 5290 білоруських рублів з пожертв 364 осіб через сайт Талака на видання книги, яку він писав 3 роки (з 2014 року). Книга видавалася неодноразово, а загальний наклад сягнув понад 7 тисяч примірників. Після публікації книги він видалив свій обліковий запис у Facebook.
На початку 2018 року актори театру Роман Подоляко й Михайло Зуй зняли за мотивами книги короткометражний фільм. 16 травня того ж року в театрі імені Янки Купали відбулася прем'єра спектаклю «Радзіва Прудок». Режисером вистави став Роман Подоляко. Роль Андрія виконав Михайло Зуй, також взяли участь Світлана Анікей і Дмитро Єсенович. Перші шоу були розпродані, а квитки на п'ять червневих вистав розкупили за шість годин після початку продажу.

### «Прем'єра»
У грудні 2018 року в книгарнях з'явилася друга книга Андруся Горвата — «Прем'єра» («Прэм'ера»), в якій він названий Андрієм Горватом. До виходу твору автор не планував автограф-сесій чи інших подібних заходів.

### Садиба Горватів
У листопаді 2020 року разом з Петром Кузнєцовим та Олександром Барановим придбав на аукціоні садибу Горватів у Наровлі. Найближчим часом планувалося його часткова консервація та протиаварійні роботи.

## Нагороди
- Премія «Дебют» (2017) за книгу «Радзіва Прудок»
- Премія «Золота літера» (2017) за книгу «Радзіва Прудок»
- Шортлист літературної премії імені Єжи Ґедройця (2017) за книгу «Радзіва Прудок»

## Бібліографія

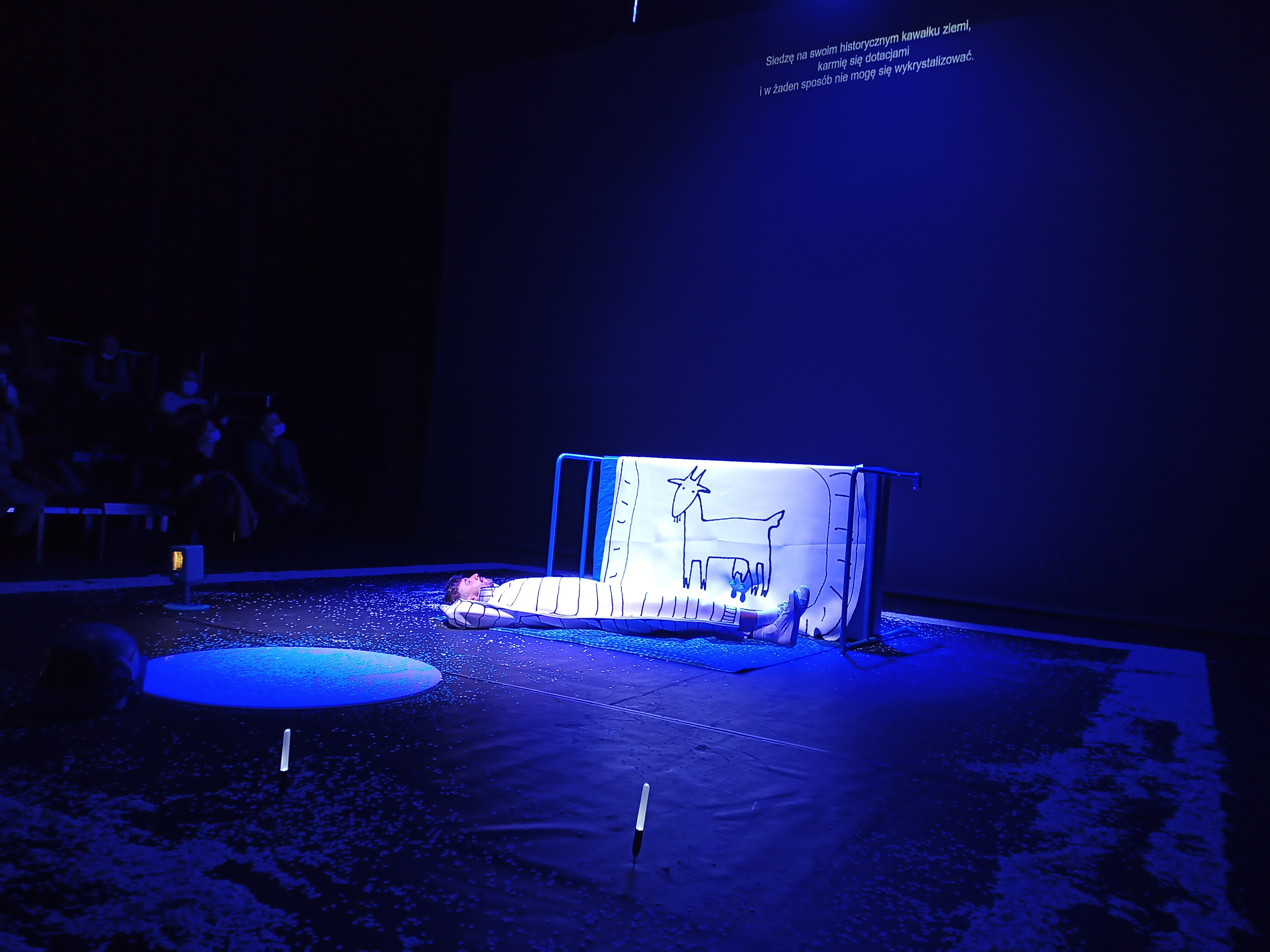
Польський театр у Бидгощі. Вистава «Радзіва Прудок».